# Aeroporto di Basilea-Mulhouse-Friburgo

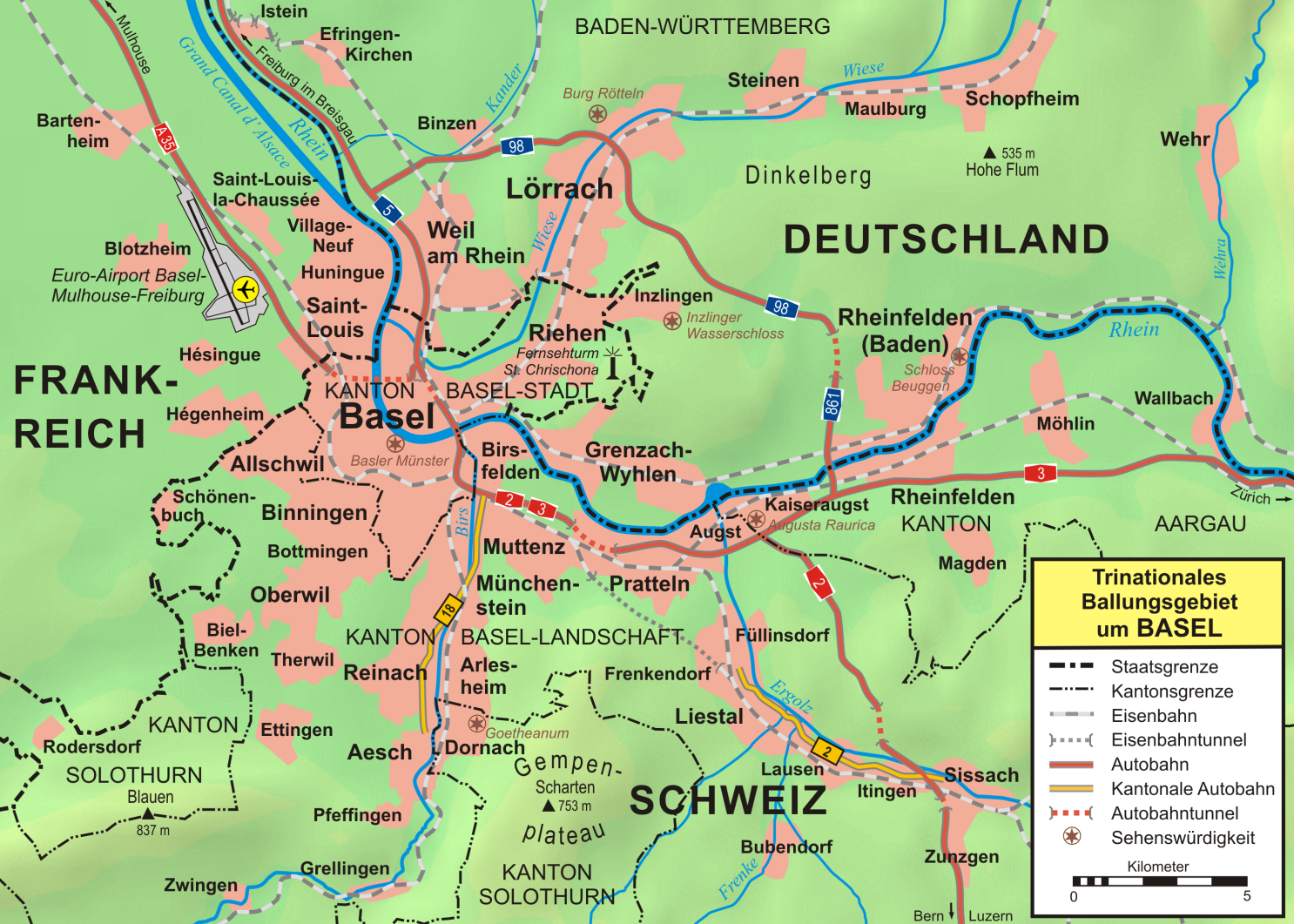
Collocazione geografica dell'aeroporto

L'Aeroporto di Basilea-Mulhouse-Friburgo (IATA: BSL—MLH—EAP, ICAO: LFSB) è l'unico aeroporto tri-nazionale al mondo ed è chiamato Euroaeroporto perché è stato costruito dalla Svizzera su territorio francese nel comune di Saint-Louis messo a disposizione dalla Francia secondo il trattato firmato dai due stati il 4 luglio 1949. Data questa particolarità serve sia la vicina città Basilea (3 km) in Svizzera, sia la città di Mulhouse (30 km) in Francia e marginalmente anche quella di Friburgo in Germania (74 km).
Insieme a Zurigo e Ginevra è uno dei tre aeroporti nazionali svizzeri.
La struttura dell'aeroporto è diviso in due moduli architettonicamente indipendenti, una metà serve la parte francese e l'altra metà serve la parte svizzera. All'interno vi sono gli uffici doganali per ciascun paese e il confine è al centro dell'aeroporto così che le persone possono "emigrare" all'altro lato dell'aeroporto. Il lato svizzero è collegato a Basilea da una strada doganale che attraversa il territorio francese senza intersezioni.
È il terzo aeroporto svizzero ed il settimo aeroporto francese per traffico passeggeri.